# Shame (band)
Shame is een Britse postpunkband afkomstig uit Zuid-Londen, Engeland. Het debuutalbum Songs of Praise werd op 12 januari 2018 uitgebracht door Dead Oceans. Het album piekte op een 32e plaats in de Britse hitlijsten en werd algemeen geprezen.
Eind januari 2020 maakte de band via Twitter bekend dat hun tweede album gereed was. Dit album, Drunk Tank Pink, werd echter pas in januari 2021 uitgebracht. Ook dit album viel in de smaak bij de recensenten.
In 2023 volgde het derde studio-album Food for Worms, met een gastoptreden van Phoebe Bridgers, en deze plaat sloeg eveneens aan bij de critici.

## Bezetting
- Charlie Steen - vocalist
- Sean Coyle-Smith - gitarist
- Eddie Green - gitarist
- Josh Finerty - bas
- Charlie Forbes - drums

## Discografie
Albums
| Jaar | Albumgegevens                                                                                               | Hoogste notering in de hitlijsten | Hoogste notering in de hitlijsten | Hoogste notering in de hitlijsten | Hoogste notering in de hitlijsten | Hoogste notering in de hitlijsten | Hoogste notering in de hitlijsten | Hoogste notering in de hitlijsten | Certificering |
| Jaar | Albumgegevens                                                                                               | UK                                | UK Indie                          | UK Vinyl                          | BEL (VL)                          | BEL (WA)                          | NLD                               | SCO                               | Certificering |
| ---- | --- | --------------------------------- | --------------------------------- | --------------------------------- | --------------------------------- | --------------------------------- | --------------------------------- | --------------------------------- | ------------- |
| 2018 | Songs of Praise - Uitgebracht: 12 januari 2018 - Label: Dead Oceans - Dragers: cd, digitale download, vinyl | 32                                | 5                                 | 1                                 | 42                                | 175                               | 94                                | 41                                |               |
| 2021 | Drunk Tank Pink - Uitgebracht: 15 januari 2021 - Label: Dead Oceans - Dragers: cd, digitale download, vinyl | 8                                 | 3                                 | 2                                 | 23                                | 107                               | 97                                | 6                                 |               |
| 2023 | Food for Worms - Uitgebracht: 24 maart 2023 - Label: Dead Oceans - Dragers: cd, digitale download, vinyl    | 21                                |                                   |                                   | 54                                | 167                               |                                   | 9                                 |               |

Ep's
| Jaar | Albumgegevens                                                                               | Albumgegevens |
| ---- | ------------------------------------------------------------------------------------------- | ------------- |
| 2014 | Gone Fisting - Uitgebracht: 23 november 2014 - Label: Zelfstandig uitgebracht - Dragers: cd |               |

Singles
| Jaar | Titel          | Album            |
| ---- | -------------- | ---------------- |
| 2016 | "Gold Hole"    | Songs of Praise  |
| 2016 | "The Lick"     | Songs of Praise  |
| 2017 | "Tasteless"    | Songs of Praise  |
| 2017 | "Visa Vulture" | Non-album single |
| 2017 | "Concrete"     | Songs of Praise  |
| 2017 | "One Rizla"    | Songs of Praise  |